# Гамера 2: Нападение космического легиона
«Гамера 2: Нападение космического легиона» (яп. ガメラ2 レギオン襲来 Гамэра цу: рэгион сю:рай) — японский фантастический боевик (кайдзю-эйга) режиссёра Сюсукэ Канэко, второй кайдзю-фильм, снятый совместно кинокомпаниями Toho и Daiei, десятый о черепахе Гамере, второй в эпохе Хэйсэй (1995—1999). Является сиквелом фильма «Гамера: Защитник Вселенной». В этой части Гамера защищает Землю от нового врага — легиона жутких космических существ.
Премьера фильма состоялась 13 июля 1996 года.

## Сюжет
К Земле приближается поток метеоритов. Большинство из них сгорают в атмосфере, но несколько, среди которых один относительно большой, падают в северо-западном районе Хоккайдо, вблизи озера Сикоцу. Посланный к предполагаемому месту катастрофы спасательный отряд, к которому присоединяется представитель химических лабораторий Ватарасэ, обнаруживает громадный след в лесу, прерывающийся странным образом, как будто метеорит замедлял скорость при падении. Самого метеорита нигде нет.
Следующей ночью во всех близлежащих населённых пунктах начинаются сильные сбои в приборах связи, а над озером Сикоцу вспыхивает ярко-зелёное полярное сияние.
Спустя два дня в центре информационной службы Хоккайдо обнаруживают, что в северной области от места падения метеоритов происходит что-то странное с оптоволоконной проводкой. Сотрудники центра Хонами и Обицу предполагают, что в упавших метеоритах было что-то живое, и что оно продвигается в неизвестном направлении. Вскоре Хонами вызывает Ватарасэ в удалённый пивной склад, где прошлой ночью охранники видели одноглазое чудовище, устроившее там погром.
Пока все теряются в догадках, в Саппоро стая неизвестных хищников оккупирует участок туннеля в метро, нападает на поезд и на прибывших спасателей. Вслед за этим в окрестностях начинаются сбои в электроприборах, а здание над туннелем начинает разрушаться, и из него показывается гигантский организм, похожий на почку растения. Вскоре появляется отряд Ватарасэ. Он успешно проводит операцию по освобождению оставшихся в живых людей в поезде, при этом обнаруживается, что в месте скопления неизвестных существ содержание кислорода в несколько раз превышает норму.
Ватарасэ рассказывает обо всём Хонами, и та делает предположение, что существа в метро выращивают почку, подобно тому как тропические муравьи выращивают плесневые грибы, для чего они и убили пассажиров поезда. Почка растёт очень быстро и ночью начинает цвести, над ней светится полярное сияние.
В это время в районе Минамисанрику из океана появляется Гамера и летит в Саппоро. Гамера почти уничтожает почку, но её внезапно атакует выползающий из туннеля легион. Гамера в бессилии пытается от них отбиться, но существ слишком много. После непродолжительной битвы Гамера теряет почти все силы, когда легион вдруг переползает на электростанцию. Гамера взлетает и в этот момент из под электростанции на поверхность вырывается огромное крылатое чудовище, которое подбивают ракетами.
Следующим утром в ходе спасательных работ обнаруживаются следы Гамеры и погибшие существа легиона в низменности Исикари. От сбитого же накануне гигантского монстра обнаруживается только крыло.
Хонами, Ватарасэ и Ханатани присутствуют на изучении погибшего представителя легиона. Исследования показали, что эти существа не имеют мускулатуры и передвигаются за счёт давления газа в суставах. В строении их тел обнаруживается присутствие кремния, что объяснило тягу легиона к бутылкам и оптоволокну. За счёт химических реакций в телах инопланетян легион должен был снабдить почку достаточным для взрыва количеством кислорода для разброса семян, но Гамера успела этому помешать. 
В это время инопланетяне появляются в Сендае. Выясняется, что легион тоже может летать. Существа прячутся возле электростанции, и скоро там появляется огромная быстрорастущая почка. Ватарасэ и Обицу остаются вести наблюдения, а Хонами отправляется с эвакуирующимся населением в аэродром, где неожиданно встречает Асаги — девочку, которая обладает духовной связью с Гамерой. Когда спасательные вертолёты начинают отлетать, прилетает Гамера, а из-под земли появляется Королева легиона, которую подбили ракетами несколько дней назад. Начинается схватка, из-за сильной тряски последний вертолёт с Асаги и Хонами взлетает с большим трудом.
Королева сильно ранит Гамеру своим тепловым лучом. Гамера добирается до почки и пытается её уничтожить, но та успевает взорваться. Сендай уничтожен мега-взрывом.
Легион и Королева приближаются к Асикаге. Они прорываются через танковую линию обороны и направляются в Токио. В это же время Асаги и Хонами приезжают к руинам Сендая. При помощи своего талисмана Асаги удаётся помочь Гамере подняться из груды обломков. Гамера взлетает и отправляется на юг.  Обицу связывается со своим сотрудником, и тот до предела повышает напряжение на линии электропередач. Легион садится на электропровода. Появляется Гамера и вступает в схватку с Королевой легиона. Ватарасэ уговаривает военные силы помочь Гамере, но после нескольких ракетных выстрелов выясняется, что Королева обладает энергетическим защитным полем, которое отталкивает даже огненные шары, испускаемые Гамерой. Королева пронзает Гамеру энергетическими лучами и почти побеждает, но Гамера собирает все свои силы и выстреливает в неё огнём из панциря, испепеляя врага.
Ватарасэ и Обицу вызывают с радиостанции вертолёты, и те расстреливают весь легион на электропроводах. Всё кончено, и Гамера улетает.
В финале фильма Хонами и Обицу идут вместе по Токио (при этом видно, что Телебашня, разрушенная во время событий предыдущего фильма, восстановлена). Хонами рассуждает о том, что Гамера во второй раз защитила от гибели всю планету, и полушутя говорит, что не хочет иметь Гамеру в числе врагов человечества…

## В ролях
| Актёр            | Роль             |
| ---------------- | ---------------- |
| Тосиюки Нагасима | Ватарасэ         |
| Мики Мидзуно     | Мидори Хонами    |
| Тамоцу Исибаси   | Ханатани         |
| Мицуру Фукикоси  | Обицу            |
| Аяко Фудзитани   | Асаги Кусанаги   |
| Юсукэ Кавадзу    | Нодзири          |
| Акира Охаси      | Гамера           |
| Мидзухо Ёсида    | Королева легиона |

## Особенности фильма
- Это первый фильм, в котором облик Гамеры претерпел заметные изменения. В последующих фильмах внешность Гамеры также сильно меняется.
- Персонаж Синобу Накаямы (Нагаминэ) не появилась в этом фильме, но в эпизоде в комнате Хонами Ханатани читает её книгу, в которой рассказывается о нападениях Гяосов в предыдущем фильме.
- В показанной в фильме газетной статье об уничтожении Сендая (The Times) отмечена дата этих событий — 23 января 1997 года.
- Сюжет «Нападения космического легиона» схож с событиями фильма «Годзилла против Мегагируса», снятого восемью  годами позднее кинокомпанией Toho.
- Актёр Мидзухо Ёсида, изображавший в фильме Королеву легиона, в том же году участвовал в другом кайдзю-фильме кинокомпании Toho — «Возрождение Мотры».